# Dzeržinskij rajon (Oblast' di Kaluga)
Il Dzeržinskij rajon (in russo Дзержинский район?) è un rajon dell'Oblast' di Kaluga, nella Russia europea; il capoluogo è Kondrovo. Istituito nel 1929, ricopre una superficie di 1.290 chilometri quadrati.